# Linn megye (Kansas)
Linn megye az Amerikai Egyesült Államokban, azon belül Kansas államban található. Megyeszékhelye Mound City, legnagyobb városa Pleasanton. Lakosainak száma 9591 fő (2020. április 1.). Linn megye Miami, Bourbon, Anderson, Bates, Vernon, Franklin és Allen megyékkel határos.

## Népesség
A megye népességének változása:
| Lakosok száma | 9636 | 9603 | 9476 | 9516 | 9536 | 9591 |
|               | 2010 | 2011 | 2012 | 2013 | 2015 | 2020 |